# Dryptodon caespiticius
Dryptodon caespiticius là một loài Rêu trong họ Grimmiaceae. Loài này được (Brid.) Brid. mô tả khoa học đầu tiên năm 1826.